# Doblatge de piano
Doblatge de piano és la sobreposició en una pel·lícula d'una peça tocada per un pianista professional damunt la filmació d'un actor que fingeix tocar-la a l'instrument. Hi ha doblatges de piano molt il·lustres, sovint no reconeguts als crèdits, com el de Louis Kentner en les escenes en què Anton Walbrook toca el Concert de Varsòvia a Aquella nit a Varsòvia de Brian Desmond Hurst (1941), la interpretació de la Cornish Rhapsody d'Hubert Bath, per Harriet Cohen doblant Margaret Lockwood a Love story (1944) de Leslie Arliss, les escenes en que Carmen Cavallaro toca a The Eddie Duchin story (1956) de George Sidney, doblant Tyrone Power, o les de Jorge Bolet quan doblà Dirk Bogarde al biopic Cançó immortal, de Charles Vidor i George Cukor (1960), que Hollywood dedicà a Franz Liszt. Tampoc surt als crèdits que la pianista Eileen Joyce doblà l'actriu Ann Todd a The seventh veil de Compton Bennett (1945).